# 鹤城乡
鹤城乡，是中华人民共和国安徽省黄山市休宁县下辖的一个乡镇级行政单位。

## 行政区划
鹤城乡下辖以下地区：
渔塘村、樟田村、梅溪村、用余村、新安源村和左右龙村。